# 1972年夏季残疾人奥林匹克运动会波兰代表团
1972年夏季残疾人奥林匹克运动会波兰代表团是波兰派出的1972年夏季残疾人奥林匹克运动会代表团。获得14枚金牌、12枚银牌和7枚铜牌。